# Sportclub Heerenveen 2016-2017
Questa voce raccoglie le informazioni riguardanti lo Sportclub Heerenveen nelle competizioni ufficiali della stagione 2016-2017.

## Rosa
| N. |                        | Ruolo | Calciatore          |
| -- | ---------------------- | ----- | ------------------- |
| 1  | Paesi Bassi (bandiera) | P     | Erwin Mulder        |
| 2  | Belgio (bandiera)      | D     | Stefano Marzo       |
| 4  | Paesi Bassi (bandiera) | D     | Joost van Aken      |
| 5  | Paesi Bassi (bandiera) | D     | Lucas Bijker        |
| 6  | Paesi Bassi (bandiera) | C     | Stijn Schaars       |
| 7  | Paesi Bassi (bandiera) | A     | Luciano Slagveer    |
| 8  | Norvegia (bandiera)    | C     | Morten Thorsby      |
| 9  | Iran (bandiera)        | A     | Reza Ghoochannejhad |
| 10 | Svezia (bandiera)      | C     | Simon Thern         |
| 11 | Svezia (bandiera)      | A     | Sam Larsson         |
| 12 | Paesi Bassi (bandiera) | d     | Doke Schmidt        |
| 13 | Kosovo (bandiera)      | C     | Arber Zeneli        |
| 14 | Paesi Bassi (bandiera) | A     | Yanic Wildschut     |
| 15 | Paesi Bassi (bandiera) | C     | Marten de Roon      |
| 16 | Paesi Bassi (bandiera) | C     | Jerry St. Juste     |
| 17 | Norvegia (bandiera)    | C     | Martin Ødegaard     |
| 18 | Danimarca (bandiera)   | C     | Younes Namli        |

| N. |                        | Ruolo | Calciatore           |
| -- | ---------------------- | ----- | -------------------- |
| 19 | Paesi Bassi (bandiera) | C     | Pelle van Amersfoort |
| 20 | Paesi Bassi (bandiera) | A     | Henk Veerman         |
| 21 | Giappone (bandiera)    | C     | Yuki Kobayashi       |
| 22 | Paesi Bassi (bandiera) | D     | Caner Cavlan         |
| 23 | Paesi Bassi (bandiera) | D     | Ramon Zomer          |
| 25 | Paesi Bassi (bandiera) | D     | Willem Huizing       |
| 26 | Paesi Bassi (bandiera) | C     | Jordy Bruijn         |
| 32 | Paesi Bassi (bandiera) | D     | Joris Voest          |
| 33 | Paesi Bassi (bandiera) | P     | Wouter van der Steen |
| 34 | Paesi Bassi (bandiera) | C     | Rewan Amin           |
| 36 | Paesi Bassi (bandiera) | D     | Jair Oosterlen       |
| 37 | Paesi Bassi (bandiera) | C     | Michel Vlap          |
| 38 | Curaçao (bandiera)     | C     | Rannick Schoop       |
|    | Belgio (bandiera)      | D     | Wout Faes            |